# Bulbophyllum pisibulbum
Bulbophyllum pisibulbum är en orkidéart som beskrevs av Johannes Jacobus Smith. Bulbophyllum pisibulbum ingår i släktet Bulbophyllum och familjen orkidéer. Inga underarter finns listade i Catalogue of Life.